# Amblyeleotris melanocephala
Amblyeleotris melanocephala là một loài cá biển thuộc chi Amblyeleotris trong họ Cá bống trắng. Loài cá này được mô tả lần đầu tiên vào năm 2000.

## Từ nguyên
Từ định danh melanocephala được ghép bởi hai âm tiết trong tiếng Hy Lạp cổ đại: mélanos (μέλανος; "đen") và kephalḗ (κεφαλή; "cái đầu"), hàm ý đề cập đến phần đầu sẫm màu ở loài cá này.

## Phạm vi phân bố và môi trường sống
A. melanocephala ban đầu chỉ được thu thập tại quần đảo Ryukyu (Nhật Bản), nhưng ảnh chụp cho thấy loài này cũng xuất hiện tại đảo Bali (Indonesia). A. melanocephala được thu thập và quan sát ở độ sâu khoảng 20–62 m.

## Mô tả
Chiều dài cơ thể lớn nhất được ghi nhận ở A. melanocephala là 9,4 cm. Đầu và gáy sẫm nâu, lốm đốm vàng trên gốc vây ngực và rìa nắp mang.
Số gai vây lưng: 7; Số tia vây lưng: 13; Số gai vây hậu môn: 1; Số tia vây hậu môn: 13; Số gai vây bụng: 1; Số tia vây bụng: 5; Số tia vây ngực: 20.